# ガダラデニヤ寺院
ガダラデニヤ寺院（ガダラデニヤじいん、Gadaladeniya Temple）はスリランカ中部州キャンディ郊外に位置する寺院。
キャンディ郊外にある古寺の一つで、1344年に作られた石造りの寺院である。